# Transplants
Transplants – amerykańska supergrupa łącząca w swojej muzyce elementy hip-hopu i punk rocka.
Grupa została założona w 1999 roku przez Tima Armstronga z zespołu Rancid i Roba Astona, znanego jako Skinhead Rob. W 2002 roku dołączył do nich perkusista Travis Barker, znany z blink-182. Zespół wydał swój pierwszy album Transplants w 2002 roku. Pochodzi z niego utwór "Diamonds and Guns", wykorzystany później w reklamie Garnier Fructis. W 2005 roku ukazała się ich druga płyta Haunted Cities, na której gościnnie wystąpili m.in. B-Real i Sen Dog z Cypress Hill, Boo-Yaa T.R.I.B.E., czy Rakaa Iriscience z grupy Dilated Peoples.

## Skład zespołu
- Tim Armstrong - wokal, gitara
- Rob Aston - wokal
- Travis Barker - perkusja

## Dyskografia
- Transplants (2002)
- Haunted Cities (2005)
- In A Warzone (2013)